# Voetbalkampioenschap van Danzig-West-Pruisen 1919/20
In 1919/20 werd het vijfde voetbalkampioenschap van Danzig-West-Pruisen gespeeld, dat georganiseerd werd door de Baltische voetbalbond. Na de Eerste Wereldoorlog werd een deel van West-Pruisen aan het nieuwe Polen afgestaan. De clubs uit de regio Bromberg, Graudenz en Thorn konden, voor zover ze nog bleven bestaan, niet meer deelnemen aan de Duitse competitie. Een klein deel van West-Pruisen bleef wel tot Duitsland behoren. Alhoewel Danzig een Vrije Stad geworden was en niet meer tot het Duitse Rijk behoorde, bleven de clubs wel in de Duitse competitie actief. De competitie werd omgedoopt in kampioenschap van Danzig-West-Pruisen. 
De kampioen van Danzig nam het op tegen de kampioen van Elbing. VfL Danzig plaatste zich voor de Baltische eindronde. Hier werd de club vicekampioen achter Stettiner FC Titania. 

## Voorronde

### Liga Danzig
| Plaats | Club                                     | Wed. | W | G | V | Saldo | Ptn. |
| ------ | ---------------------------------------- | ---- | - | - | - | ----- | ---- |
| 1.     | VfL Danzig                               | 5    | 4 | 0 | 1 | 19:9  | 8    |
| 2.     | TuFC Preußen 1909 Danzig                 | 5    | 4 | 0 | 1 | 25:6  | 8    |
| 3.     | SV Ostmark Danzig                        | 5    | 4 | 0 | 1 | 21:11 | 8    |
| 4.     | Danziger SC 1912                         | 5    | 2 | 0 | 3 | 16:14 | 4    |
| 5.     | Spielabteilung des Lehrerseminars Danzig | 5    | 1 | 0 | 4 | 9:27  | 2    |
| 6.     | RSV Hansa Danzig                         | 5    | 0 | 0 | 5 | 8:31  | 0    |

|  | Kampioen                                    |
|  | Terugtrekking uit competitie na dit seizoen |

### Liga Elbing
Uit Elbing zijn enkel kampioen SV Viktoria Elbing en VfR Hansa Elbing bekend. 

## Finale
| Team 1     | Uitslag | Team 2             |
| ---------- | ------- | ------------------ |
| VfL Danzig | 5 - 2   | SV Viktoria Elbing |